# Nexuiz
Nexuiz è un videogioco free e open source (motore grafico, codice sorgenti e dati, distribuito con licenza GNU General Public License (GPL)) del tipo sparatutto 3D in prima persona per computer sviluppato da Alientrap che utilizza DarkPlaces, una versione avanzata del motore grafico di Quake. Una nuova versione di Nexuiz che utilizza il motore grafico CryENGINE 3 è stata sviluppata e pubblicata da parte di Illfonic nel 2012
Il logo è basato sul carattere cinese e giapponese "力" che vuol dire "forza".
In seguito alla concessione da parte di Lee Vermeulen, capo di AlienTrap, del marchio e del logo di Nexuiz alla Illfonic per creare una versione esclusivamente per console a scopo commerciale è nato il progetto Xonotic, a cui hanno aderito praticamente tutti gli sviluppatori e i contributori di Nexuiz per PC, insieme alla maggior parte della community.

## Storia
Lee Vermeulen iniziò lo sviluppo di Nexuiz nell'estate del 2001 come modifica di Quake, per spostarsi poco dopo sul motore DarkPlaces creato da Forest "Lordhavoc" Hale che si unì al progetto. All'inizio il progetto verteva semplicemente sugli scontri Deathmatch (tutti contro tutti). Nexuiz venne distribuito il 31 maggio 2005 sotto licenza GNU GPL (si tratta quindi di software libero), dopo 4 anni di sviluppo senza contributi finanziari.

## Caratteristiche

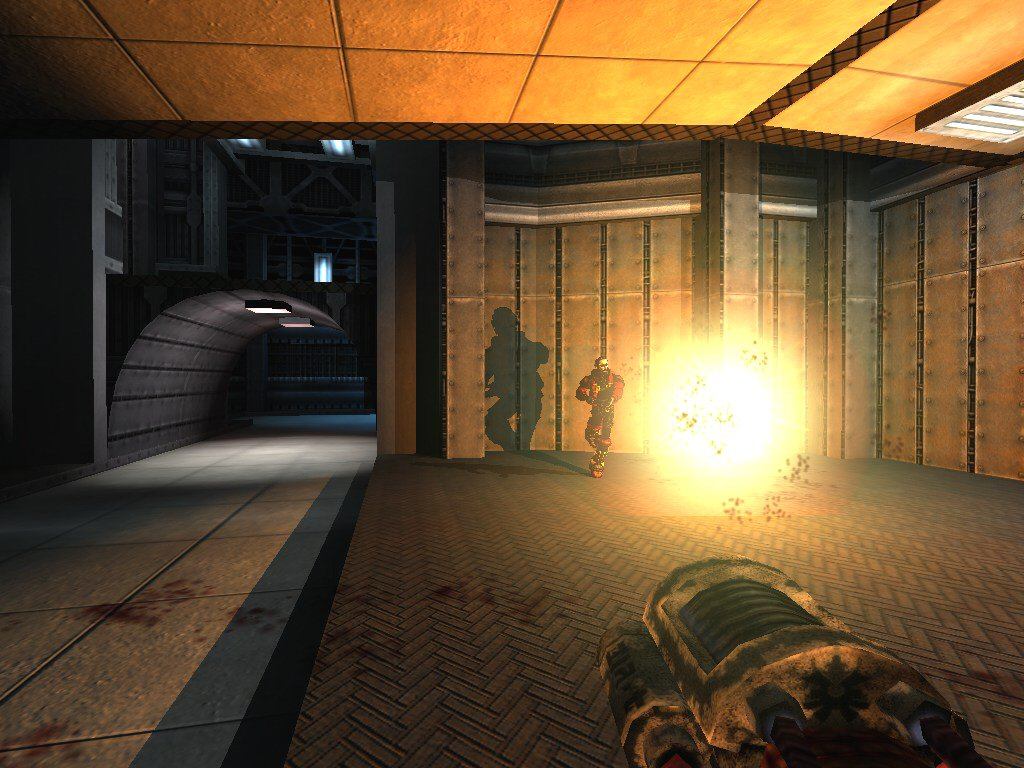
Screenshot di Nexuiz

- Disponibile per X Window System (su GNU/Linux e Unix), macOS, e Microsoft Windows
- Può girare anche su vecchi computer, ma ha prestazioni migliori con hardware più recenti
- Futuristico, ambientazione fantascientifica
- Campagna singleplayer
- Multiplayer (con server browser); fino a 64 giocatori
- Supporto dei Bot
- Diverse modalità di sparo
- Programmazione lato server stile QuakeC
- Utilizza lo stesso formato delle mappe di Quake III Arena
- Sistema di illuminazione dinamica simile a quella di Doom 3
- Possibilità di muoversi in modo molto rapido grazie all'utilizzo delle armi esplosive, in particolare grazie al laser, arma che ogni giocatore possiede fin dall'inizio del gioco

Nexuiz è stato pensato con l'idea di riportare all'essenziale i giochi del tipo sparatutto in prima persona (in inglese FPS, First-Person Shooter): scontri veloci e letali con armi ben bilanciate.
Sebbene l'estetica non sia l'interesse prioritario degli sviluppatori, Nexuiz offre tuttavia una notevole varietà di effetti grafici avanzati, tra i quali: bloom, realtime rorld and dynamic lighting and shadowing, shaders (con OpenGL 2.0), offset mapping, high dynamic range rendering. Per eseguire il programma anche con hardware datati è possibile disattivare selettivamente ognuno degli effetti grafici; in pratica, abilitandoli tutti il programma necessita di macchine potenti per girare in modo fluido e scorrevole.

## Multigiocatore e Giocatore Singolo
Nexuiz è principalmente Multigiocatore, fruibile in rete locale o Internet (è possibile ospitare partite, entrare in partite avviate da altri giocatori o in partite presenti su appositi server dedicati); comunque a partire dalla versione 2.0 sono previste campagne in cui è possibile misurarsi in molte mappe da soli contro robot di numero e aggressività variabile. La difficoltà cresce procedendo di mappa in mappa tra quelle proposte, che permettono anche di far pratica con i diversi tipi di gioco disponibili (Deathmatch, Capture The Flag, ecc...).
In alternativa, è possibile aprire un gioco in una mappa a scelta di uno specifico tipo di gioco, con l'opzione di non rendere il gioco visibile in rete, selezionare il numero di robot e la loro bravura. Sono disponibili molte mappe personalizzate, alcune delle quali molto curate ed esteticamente assai gradevoli.

## Community
Nonostante il progetto sia relativamente recente esiste una community online Archiviato l'11 ottobre 2006 in Internet Archive. abbastanza ampia per aiutare i principianti.

## Tipi di gioco
| Modalità                | Spiegazione |
| ----------------------- | --- |
| Deathmatch (DM)         | Tutti contro tutti. Ogni avversario distrutto (frag) vale un punto. Vince chi raggiunge prima un punteggio dato (o chi fa più punti in un dato tempo). |
| Team Deathmatch         | Come sopra ma i giocatori sono divisi in squadre. |
| Capture the flag (CTF)  | Due squadre, due basi, due bandiere. Il maggior punteggio si ottiene andando nella base avversaria a prendere la loro bandiera e portandola nella propria base. Colpendo l'avversario che trasporta la bandiera della propria squadra si impedisce agli avversari di fare punti (e l'operazione frutta anche qualche punto). Anche i normali frag portano qualche punto.                                                                        |
| Instagib                | Tutti contro tutti armati solo di Nexgun, arma a tiro istantaneo (hitscan). Ogni colpo andato a segno, un frag e un punto. |
| Minstagib               | Come sopra, con l'aggiunta si possono raccogliere vite extra (per cui non necessariamente ogni colpo andato a segno significa un punto) e un potenziamento che rende (quasi) invisibili. |
| Rune match              | Come DM, con in più 5 speciali potenziamenti ("Rune") che danno a testa un vantaggio e uno svantaggio, oltre che ad essere l'unico modo per ottenere punti. Si ottengono punti bonus per ogni intervallo di tempo in cui si è in possesso di rune. |
| Domination              | A squadre. Toccando uno dei punti da controllare (ben visibili) questo passa sotto il controllo della propria squadra, finché non ricade sotto il controllo degli avversari. Si fanno punti per ogni secondo in cui un punto di controllo appartiene alla propria squadra. |
| Last man standing (LMS) | Come DM, ma non ci sono potenziamenti a disposizione. Ogni giocatore ha tutte le armi e un certo numero di vite. Vince l'ultimo giocatore a restare in vita. |
| Arena                   | Come DM, ma solo due giocatori alla volta si scontrano, mentre gli altri attendono in coda. Il giocatore che vince un duello si incontra con il successivo giocatore in coda. Vince l'ultimo giocatore (o l'ultima squadra) a restare in vita. |
| Keyhunt                 | Disponibile dalla versione 2.3. A squadre. Sono disponibili un certo numero di chiavi da raccogliere. Il maggior punteggio si ottiene quando una squadra ha in mano tutte le chiavi e tutti coloro che le portano si incontrano. In alternativa, un unico giocatore raccoglie tutte le chiavi per la sua squadra. La modalità presenta messaggi che avvertono come procede la raccolta delle chiavi.                                            |
| Race                    | Disponibile dalla versione 2.5. Gara di corsa. Vince chi compie per primo un certo numero di giri in un percorso ben specificato. Alcune mappe permettono l'uso delle armi. |
| Clan Arena              | Gioco a squadre, si parte con massimo della vita, armatura e armi, e non si può arrecare danni a se stessi né ai compagni. Vince il round la squadra che fragga tutti gli avversari entro il tempo limite. La vittoria definitiva viene aggiudicata dopo 10 round. Dopo essere stati fraggati si rientra in gioco solo al round successivo. Al momento questa modalità è disponibile solamente sui server del portale italiano: GZ::CA server:: |
| Freeze Tag (FT)         | Partita a due squadre, invece di morire si viene "congelati" restando tali fino a quando un altro giocatore non si avvicina. Vince la prima squadra che "congela" tutti gli avversari. |